# Santa Cristina Valgardena
Santa Cristina Val Gardena es una localidad y comune italiana de la provincia de Bolzano, región de Trentino-Alto Adigio, con 1.899 habitantes.

## Evolución demográfica
| Gráfica de evolución demográfica de Santa Cristina Valgardena entre 1861 y 2001 |
|                                                                                 |
| Fuente ISTAT - elaboración gráfica de Wikipedia                                 |